# Cosmos 188

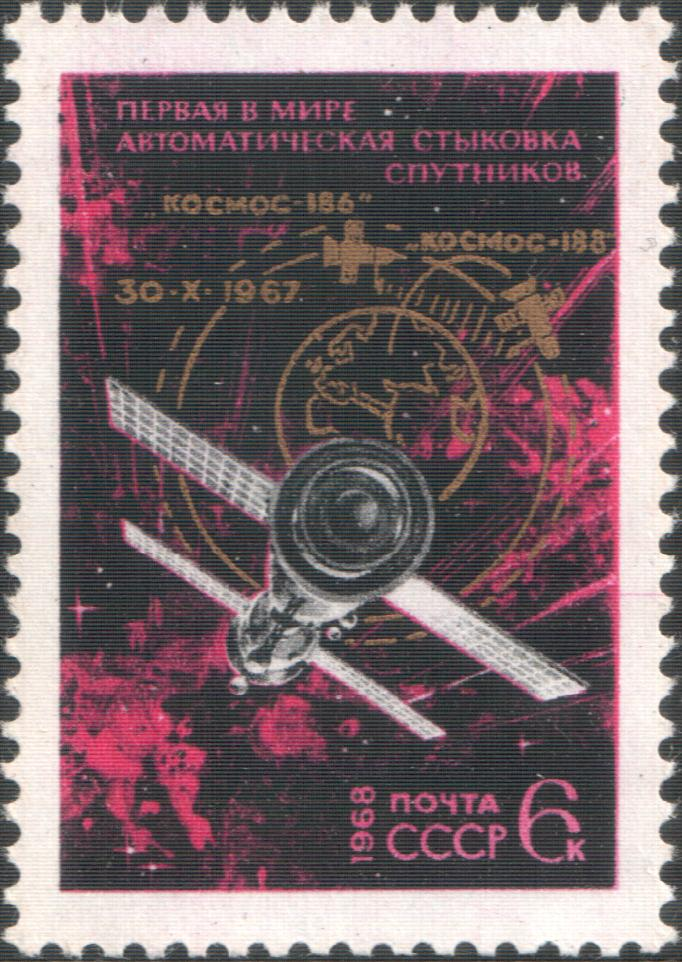
Sello soviético conmemorando el acoplamiento de Cosmos 186 y Cosmos 188.

Cosmos 188 (en ruso: Космос-188) fue una misión no tripulada de una nave Soyuz 7K-OK lanzada el 30 de octubre de 1967 desde el cosmódromo de Baikonur, tras un retraso de un día. Se acopló con la Soyuz de la misión Cosmos 186, también sin tripular, en el que fue el primer acoplamiento automático de dos naves en el espacio.
Las naves se acoplaron en el segundo intento. Las naves quedaron unidas, pero no se consiguió el acoplamiento total ni la conexión eléctrica entre ambas naves debido a un error en el alineamiento entre ambas.
Antes de la reentrada el sensor de actitud de la nave, un sensor de flujo de iones, falló produciendo que el encendido del motor se produjese en una dirección incorrecta y provocando una reentrada descontrolada y fuera de la trayectoria planeada. Cuando la nave detectó el desvío del curso previsto activó el sistema de autodestrucción, produciendo la explosión de la cápsula a una altura de entre 60 y 70 km sobre la ciudad de Irkutsk.
La misión fue programada para coincidir con las celebraciones del 50 aniversario de la Revolución de octubre.